# Route 21 (Île-du-Prince-Édouard)
La Route 21 est une route secondaire de 30,9 km (19,2 mi) dans le centre de l'Île-du-Prince-Édouard. Son terminus ouest est à l'intersection avec la route 1 à Stratford et son terminus est se trouve à l'intersection avec la route 323 à Fanning Brook.

## Intersections majeures
| Comté                   | Ville           | km    | Destinations                                | Notes                                               |
| ----------------------- | --------------- | ----- | ------------------------------------------- | --------------------------------------------------- |
| Queens                  | Stratford       | 0,00  | Route 1 – Borden-Carleton, Wood Islands     |                                                     |
| Queens                  | Mount Herbert   | 4,40  | Route 215 est                               | Terminus ouest de la Route 215; carrefour giratoire |
| Queens                  | Johnstons River | 9,10  | Route 257 est (Donagh Road)                 | Terminus ouest de la Route 257                      |
| Queens                  | Glenfinnan      | 14,90 | Route 215 ouest (Tarentum Road)             | Terminus est de la Route 215                        |
| Queens                  | Fort Augustus   | 19,60 | Route 213 (Monaghan Road / Five House Road) | Multiplex de 70 m (230 pi)                          |
| Queens                  | Pisquid West    | 21,00 | Route 213 sud (Five House Road)             | Terminus nord de la Route 213                       |
| Queens                  | Pisquid West    | 22,90 | Route 214 (Dormore Road)                    |                                                     |
| Queens                  | Maple Hill      | 24,00 | Route 22 – Mount Stewart, Montague          |                                                     |
| Kings                   | Fanning Brook   | 29,80 | Route 323 (St. Patricks Road)               |                                                     |
| - Terminus de multiplex |                 |       |                                             |                                                     |